# Paul Geheeb
Paul Geheeb, född 10 oktober 1870, död 1 maj 1961, var en tysk reformpedagog.
Paul Geheeb grundade 1910 det berömda samskoleinternatet Odenwaldskolan, överflyttade 1933 till Schweiz och upprättade där hem för flyktingbarn av alla nationer. Huvudpunkterna i Geheebs pedagogiska program var samundervisning, grupparbete, arbetsskola och konfessionslös undervisning.